# Лагом
Ла́гом (швед. lagom — достатній) — шведська концепція життя, філософія гармонії, яка ґрунтується на балансі лише найнеобхіднішого («У міру — найкраще за все», «Lagom är bäst»). Часто цей термін асоціюється з данським поняттям «хюґе». Але якщо данське хюґе оспівує комфорт і маленькі задоволення, то шведський лагом проповідує розумне ставлення до життя: коли в тебе всього не багато і не мало, а саме стільки, скільки треба.

## Історія поняття
Лагом — це суто скандинавське поняття, яке не має відповідників в інших мовах. Воно сформувалося десь між VIII та ХІ ст., ще за часів вікінгів. І одна з теорій, що це слово походить від скорочення фрази «laget om», що буквально означає «навколо команди», «по колу». Оскільки, за легендою, вікінги мали традицію пити медовуху, ель або грог з одного рогу, передаючи його по колу і роблячи ковток так, щоб вистачило на всіх. Хоча є й інша теорія, за якою лагом походить від шведського «lag» — закон. Але більшість шведів схильні вважати першу з них правдивішою. Часто вони називають саму Швецію як Lagomlandet — країна-лагом.
|  | Запитати шведа про лагом — це щось на зразок запитати рибу, яка вода. |

## Концепції життя лагом
Шведи переконані, що справжнє джерело позитивних емоцій — це не речі, а користь, яку людина приносить суспільству. Лагом не закликає відмовитися від матеріальних благ. Сенс у тому, щоб користуватися речами, практичними для себе і суспільства в цілому.
Лагом не закликає до найсуворішої економії. Основна ідея шведів — розумне споживання. За їхнім принципом, краще купити одну дорогу, але якісну та натуральну річ, аніж декілька менш хороших, але дешевих.
Лагом — це ощадливість, відмова від непомірного споживання, готовність йти на компроміс і обходитися лише необхідним. Помірність у всьому, у тому числі та в роботі. Шведи не працюють більше, ніж потрібно, але і байдикування теж не вітається.
Ще однією концепцією є розумне використання ресурсів та охорона навколишнього середовища. Вона вчить бути, що називається, «eco-friendly» і не засмічувати світ навколо непотрібними речами.

## Лагом у харчуванні
У харчуванні шведів принцип «лагом» означає концепцію, яка направлена на збалансовані, з сезонних інгредієнтів страви, що зазвичай готуються на дровах, вугіллі або ж димові. Лагом передбачає певні традиції, особливо у вживанні їжі. Шведи самі кладуть страви собі на тарілки, навіть якщо вони в гостях. Кожен бере стільки, скільки хоче і може з'їсти, при цьому, щоб не перебрати з порцією за один прийом. Лишити їжу на тарілці означає, що людина взяла більше ніж потрібно і це вважається неприйнятним.
Лагом передбачає прості та доступні продукти, які приготовані без особливої вишуканості. Більшість шведів досі дотримуються максимально домашнього виготовлення харчів: випікання хліба, соління, заготовка джему та ін.
Однією з найважливіших традицій, пов'язаних зі стилем життя «лагом» є ще одне чисто шведське явище «фіка», коли під час робочого часу кожні дві години персонал робить перерву, щоб випити чашечку кави (здебільшого триває 15 хвилин).
Ще однією традицією, яка виникла зовсім нещодавно є «Солодка Субота», яка бере початок з 50-х років минулого століття. Після того як вчені та лікарі з'ясували, що солодощі є однією з основних причин появи карієсу, то встановили рекомендовану норму його споживання — не частіше ніж раз на тиждень. Шведи ж сприйняли це досить буквально й виділили один день з семи, коли вони можуть дозволити собі цю норму солодощів.

## Лагом в інтер'єрі
Дизайн інтер'єру в шведів не відходить від загальної концепції поміркованості лагом. Цьому стилеві притаманна проста кольорова гамма, спокійні світлі тони та відтінки. Домінантним критерієм є чиста практичність усіх меблів та предметів інтер'єру, але декоративні елементи теж присутні. Вони зазвичай базуються на рослинах, скульптурній кераміці й тонкому скляному посуді.
Стиль лагом — це мінімалізм, де усе підпорядковане здоровому глузду та питанням практичності. При цьому велика увага приділяється лише екологічно чистим матеріалам та функціональним, якісним меблям. Предмети не мають бути одноразовими чи купуватися на один сезон.
Цьому стилеві притаманна організована система зберігання. Обов'язкові елементи в будинку — це гардеробна, комора або просто велика кількість відкритих або закритих шаф і полиць, на яких можна впорядкувати все необхідне.
Тренд лагом у Великій Британії підтримав у 2015 році відомий шведський бренд IKEA, який створив проєкт Live Lagom. Компанія розробила спеціальні таймери для душа, які допомагають витрачати менше води, особливі енергозберігаючі лампи та багато іншого. Проєкт розрахований на три роки та за його допомогою сподіваються залучити більшу частку населення до життя в стилі лагом.

## Лагом у моді
Одяг, як й інтер'єр, простий і з натуральних матеріалів. Серед тканин це зазвичай бавовна, вовна, льон, а кольорова гамма обмежується такими нейтральними кольорами як бежевий, сірий, світло-блакитний і білий, деревино-коричневий і моховито-зелений. Шведи ніколи не прив'язуються до старого одягу. На їхній погляд старі речі краще віддати, продати, обміняти, а замість них, за необхідності, купити нові.
Також лагом не передбачає гоніння за відомими брендами, тут знову головне практичність, тому основним правилом є одягнутися по погоді. Так, наприклад, шведське прислів'я каже: «Немає поганої погоди, тільки поганий одяг».

## Критика
Критики концепції лагом схильні вважати, що вона пригнічує особистість, а також створює негативну оцінку про тих, хто прагне виділятися з натовпу чи поводитися екстравагантно. За певними судженнями лагом втрачає популярність серед шведів через ідеальність, яка не враховує нових думок, свіжих ідей чи неординарних рішень. Зараз побутує думка, що у Швеції лагом стає все більшим міфом. «За останні 20 років Швеція позбулася значної частини своїх резервів і стриманості.»

## Книги, присвячені лагом
- Lagom: The Swedish Secret of Living Well
- Lagom: The Swedish Art of Living a Balanced, Happy Life
- Lagom: The Swedish art of eating harmoniously
- The Lagom Life: A Swedish way of living